# Majestät

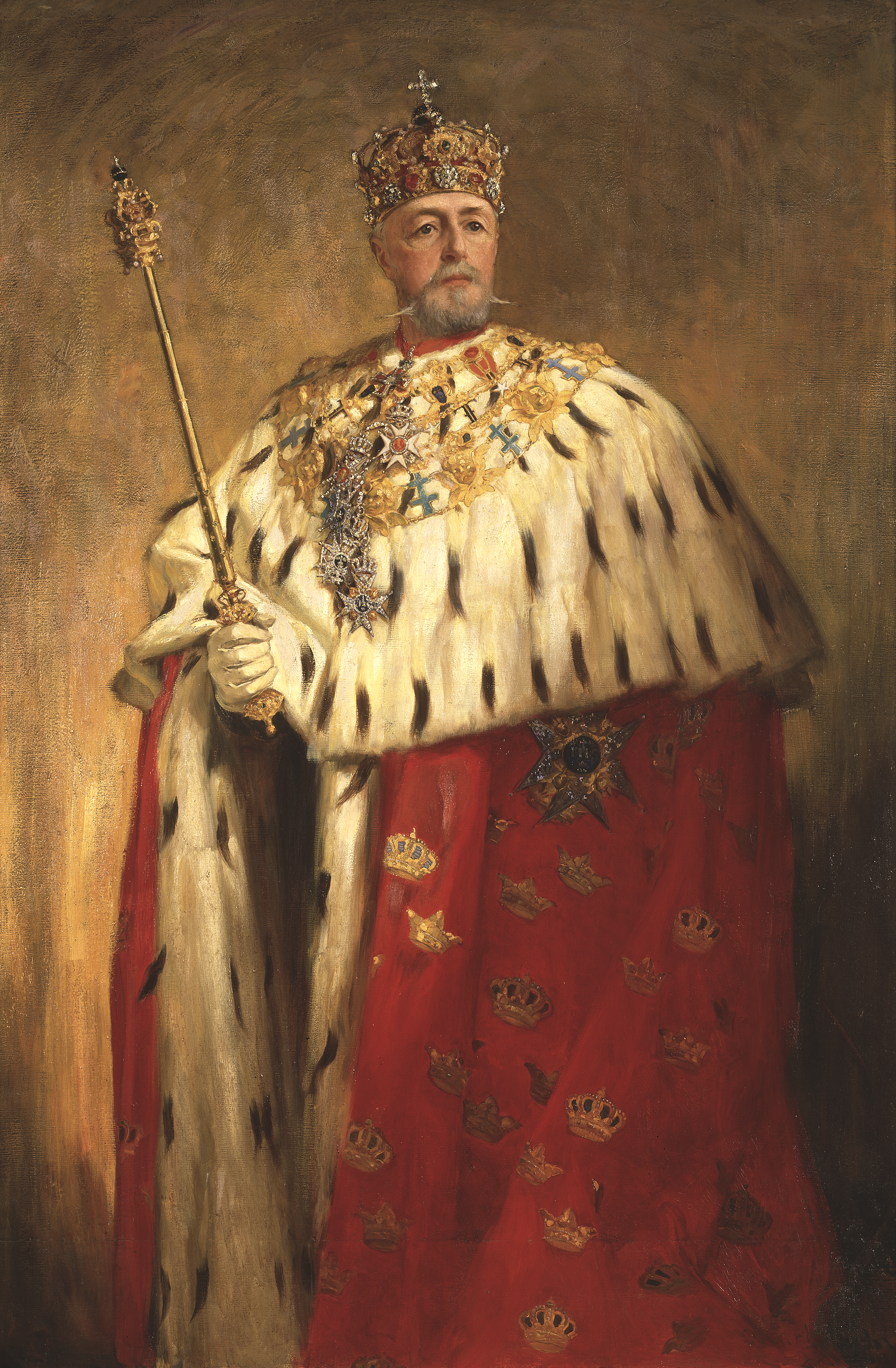
Historiskt har begreppet majestät ofta starkt betonats i personlig utstyrsel; här Sveriges och Norges kung Oscar II i sina regalier.

Majestät (latin: majestas, 'storhet') är något sublimt eller upphöjt och används vanligen som beteckning för den högsta statliga makten.
I monarkier ingår ordet ofta i titeln för statsöverhuvudet och, om statsöverhuvudet är en man, även av dennes gemål. I Afrika används titeln ofta för stamhövdingar. Det formella tilltalet till en kung eller regerande drottning är Eders Majestät eller ännu mer formellt Eders Kunglig Majestät för att särskilja från ett Kejserligt Majestät. Omnämnande av kunglig person med sådan rang är formellt Hans Majestät (maskulinum) eller Hennes Majestät (femininum). En drottninggemål (fru till en kung) tilltalas likadant som en regerande drottning. 
En prinsgemål (make till en regerande drottning) tilltalas däremot Ers Kungliga Höghet och omnämns som Hans Kungliga Höghet, till exempel danske prins Henrik och brittiske prins Philip, hertig av Edinburgh.

## Historik
Ordet majestät kommer ursprungligen från det Romerska rikets uppfattning om sin upphöjda suveränitet, det vill säga det romerska folkets (populi romani) högsta maktfullkomlighet. Ordet maiestas var den lagliga termen för den allra högsta statusen och värdigheten som endast staten hade i den Romerska republiken, och som skulle respekteras över allt annat. Majestätsbrott (minuere maiestatem populi romanum) inkluderade i detta sammanhang alla former av förräderi eller omstörtande verksamhet och straffades hårt. 
Från kejsartiden, framför allt tiden under Tiberius, överflyttades betydelsen till att syfta på kejsarens person och ställning, eftersom denne personifierade staten. Majestätsbrott och anklagelser därom var under denna tid skenrättegångar, där angivare (så kallade delatores) lockades av belöningar i form av del av den angivnes egendomar, och där inget eller litet tillfälle till försvar gavs. Vissa kejsare, bland andra Titus och Trajanus, ville inte befatta sig med dessa skenrättegångar och förbjöd dem, men rättegångarna återupptogs ofta av efterföljande despoter.
Tysk-romerska kejsare ansåg sig vara efterföljare till de romerska kejsarna, och använde sålunda majestätstitel. I vissa fall användes den även av andra, mindre potentater, som till exempel de normandiska kungarna på Sicilien under 1100-talet.
Kung Frans I (1515–1547) av Frankrike ville inte synas mindre upphöjd än sin konkurrent kejsar Karl V, och antog även han majestätstiteln. Henrik VIII av England (1509–1547) införde titeln i England, Erik XIV var den förste svenske kung som tilltalades majestät och Fredrik I den förste danske. Titeln Hans Majestät Konungen (HMK) uppstod från tilltalet majestät.